# نبرد ویئی
نبرد ویئی یا محاصرهٔ ویئی جنگی بود که در ۳۹۶ قبل از میلاد میان قوم اتروسک و جمهوری روم رخ داد. در این نبرد، رومی‌ها به فرماندهی مارکوس فیوریوس کامیلوس بر اتروسک‌ها پیروز شدند و قلعه استراتژیک ویئی را فتح نمودند.